# 彼得·布罗德本特
彼得·布罗德本特（英語：Peter Broadbent，1933年5月15日—2013年10月1日），英格兰前男子足球运动员，司职中场。他曾代表英格兰代表队参加1958年国际足联世界杯，结果队伍止步小组赛阶段。